# Don't Let Me Down (canção de The Chainsmokers)
"Don't Let Me Down" é uma canção da dupla de DJs estadunidense The Chainsmokers, gravada para o seu segundo extended play (EP) Collage; e conta com a participação da cantora compatriota Daya. Foi composta pelo integrante Andrew Taggart com o auxílio de Emily Warren e Scott Harris, enquanto a produção musical ficou a cargo da dupla Chainsmokers. O seu lançamento ocorreu em 05 de fevereiro de 2016, através das gravadoras Disruptor Records e Columbia Records, servindo como o segundo single do projeto.
O trabalho ganhou o prêmio de Melhor Gravação de Dance nos Grammy Awards de 2017.

## Produção
Em uma entrevista, o DJ e produtor musical Andrew Taggart (um dos integrantes da dupla The Chainsmokers) afirmou que ele primeiro criou a batida durante um vôo. A dupla posteriormente adicionou um "som de guitarra grande e cheio de eco" à música, inspirado nas bandas the xx e Explosions in the Sky, usando uma guitarra elétrica Fender e um sintetizador.
Os compositores Emily Warren e Scott Harris se reuniram com a dupla The Chainsmokers para criar a melodia e a letra. No entanto, um vocalista não foi escolhido até que Taggart ouviu a música synth-pop "Hide Away" de Daya, após o qual a The Chainsmokers a convidou para gravar os vocais da música no estúdio. A música foi originalmente destinada a ser gravada por Rihanna, mas a sua equipe a rejeitou. 
O tom da música estava originalmente um passo abaixo, mas a Chainsmokers mudou para acomodar melhor o alcance vocal de Daya. O terceiro drop (o ponto mais agressivo da música eletrônica), que inclui o saxofone, foi criada posteriormente no processo.  A canção tem um tempo duplo ritmo de 80 batimentos por minuto e uma chave de G♯ menor . Os vocais de Daya vão de G ♯ 3 a C ♯ 5 . 

## Vídeo musical
Em 29 de abril de 2016, videoclipe oficial da música foi lançado na página oficial da dupla The Chainsmokers no YouTube. 
No vídeo, Andrew Taggart e Alex Pall (os Chainsmokers) entram em um conversível amarelo lowrider ao nascer do sol e começam a dirigir por uma estrada de montanha arborizada. Entre as cenas deles dirigindo está Daya, vestido com calça e jaqueta de couro preto, cantando em um campo enevoado e cheio de arbustos. Taggart e Pall param o carro quando Daya, cercada por dançarinos vestidos como ela, fica parada no meio da estrada, bloqueando-a. Daya canta enquanto as garotas executam movimentos de dança ao redor dela, enquanto Taggart e Pall assistem do carro. De repente, a suspensão hidráulica do carro começa a balançar para cima e para baixo sobre as rodas. Conforme a batida avança, o balanço do carro se torna mais violento e agressivo. No final da música, o balanço levanta Taggart e Pall para fora do carro e eles ficam suspensos no ar enquanto as garotas se dispersam. O videoclipe foi baseado na sérue de televisão Supernatural dos Estados Unidos, onde os Chainsmokers estão representando os irmãos Dean e Sam Winchester, enquanto eles encontram e enfrentam na floresta um grupo de bruxas (representada por Daya e as dançarinas).
Em fevereiro de 2020, o vídeo recebeu 1,5 bilhão de visualizações no YouTube. 

## Desempenho nas paradas
Nos Estados Unidos, a música estreou no número 85 na mais reconhecida parada de músicas Billboard Hot 100 dos EUA na semana de 27 de fevereiro de 2016, mas caiu fora das paradas na semana seguinte; até que voltou ao número 81 na semana de 12 de março de 2016. Depois, a música "Don't Let Me Down" atingiu o pico da posição de número três da Billboard Hot 100 na semana de 16 de julho de 2016, e passou 23 semanas no top 10; mais tarde, foi eleito o oitavo single de melhor desempenho do ano pela revista Billboard (dois pontos acima do hit número um da dupla "Closer" com participação de Halsey e lançada em 2016, que alcançou o topo da parada em setembro de 2016).
No Reino Unido, "Don't Let Me Down" se tornou o hit de maior sucesso dos The Chainsmokers (até "Closer", que alcançou o topo da parada em setembro de 2016), quando a canção alcançou o segundo lugar na UK Singles Chart no edição datada de 21 de julho de 2016, passando 11 semanas entre as 10 primeiras.

## Faixas e formatos
| Download digital |                                |         |  |
| N.º              | Título                         | Duração |  |
| 1.               | "Don't Let Me Down" (com Daya) | 3:28    |  |

| Download digital de remixes |                                                                                         |         |  |
| N.º                         | Título                                                                                  | Duração |  |
| 1.                          | "Don't Let Me Down" (com Daya) (W&W Remix)                                              | 3:15    |  |
| 2.                          | "Don't Let Me Down" (com Daya) (Illenium Remix)                                         | 3:40    |  |
| 3.                          | "Don't Let Me Down" (com Daya) (Zomboy Remix)                                           | 4:26    |  |
| 4.                          | "Don't Let Me Down" (com Daya) (Ephwurd Remix)                                          | 4:05    |  |
| 5.                          | "Don't Let Me Down" (com Daya) (Ricky Remedy Remix)                                     | 4:39    |  |
| 6.                          | "Don't Let Me Down" (com Daya e Konshens) (Dom Da Bomb & Electric Bodega Mixshow Remix) | 3:25    |  |

| Download digital (Hardwell & Sephyx Remix) |                                                          |         |  |
| N.º                                        | Título                                                   | Duração |  |
| 1.                                         | "Don't Let Me Down" (com Daya) (Hardwell & Sephyx Remix) | 2:42    |  |

## Desempenho nas tabelas musicais

### Posições
| Tabela musical (2016)                                  | Melhor posição |
| ------------------------------------------------------ | -------------- |
| Alemanha (Media Control Charts)                        | 6              |
| Austrália (ARIA Charts)                                | 3              |
| Áustria (Ö3 Austria Top 40)                            | 6              |
| Bélgica (Ultratop 50 de Flandres)                      | 4              |
| Bélgica (Ultratop 40 da Valônia)                       | 15             |
| Canadá (Canadian Hot 100)                              | 4              |
| Coreia do Sul (Gaon Music Chart)                       | 42             |
| Dinamarca (Tracklisten)                                | 15             |
| Escócia (The Official Charts Company)                  | 3              |
| Eslováquia (IFPI Slovenská Republika)                  | 3              |
| Espanha (Productores de Música de España)              | 9              |
| Estados Unidos (Billboard Hot 100)                     | 3              |
| Estados Unidos (Pop Songs)                             | 1              |
| Estados Unidos (Adult Pop Songs)                       | 6              |
| Estados Unidos (Hot Dance Club Songs)                  | 4              |
| Estados Unidos (Hot Dance/Electronic Songs)            | 1              |
| Estados Unidos (Rhythmic Songs)                        | 1              |
| Finlândia (IFPI Finlândia)                             | 11             |
| França (Syndicat National de l'Édition Phonographique) | 19             |
| Japão (Japan Hot 100)                                  | 63             |
| Irlanda (Irish Recorded Music Association)             | 3              |
| Itália (Federazione Industria Musicale Italiana)       | 7              |
| Líbano (The Official Lebanese Top 20)                  | 8              |
| Noruega (VG-lista)                                     | 5              |
| Nova Zelândia (NZ Top 40 Singles)                      | 2              |
| Países Baixos (MegaCharts)                             | 5              |
| Reino Unido (UK Singles Chart)                         | 2              |
| Chéquia (IFPI Česká Republika)                         | 5              |
| Suécia (Sverigetopplistan)                             | 5              |
| Suíça (Schweizer Hitparade)                            | 8              |